# Jean-Louis Bailly
 (mars 2025).
Si vous disposez d'ouvrages ou d'articles de référence ou si vous connaissez des sites web de qualité traitant du thème abordé ici, merci de compléter l'article en donnant les références utiles à sa vérifiabilité et en les liant à la section « Notes et références ».
Pour les articles homonymes, voir Bailly.
Jean-Louis Bailly, né le  7 décembre 1953 à Tours, est un écrivain et un pataphysicien français.

## Biographie
Jean-Louis Bailly a enseigné les lettres au lycée Clemenceau de Nantes de 2001 à 2016. Il a commencé à publier des textes dans des revues comme Minuit, Polar et Nouvelles Nouvelles.
Pataphysicien actif, il est l’auteur du plus long lipogramme versifié en langue française, transcription fidèle, sans utiliser la lettre « e », de La Chanson du Mal-aimé d'Apollinaire).[réf. nécessaire]

## Œuvres
- Cinquante et deux quatrains diffusés de novembre 1982 à janvier 1984, Tours, chez l’auteur, 1984 (BNF 34856293)
- Des gars jurent des gageures. Roman par holorimes, Reims, France, Cymbalum pataphysicum, coll. « Cartaphilus », , CXIV EP, 1986, 28 p. (BNF 34970703)
- Mots croisés, volume 1, Tours, chez l’auteur, 1986, 32 p. (BNF 41023703)
- Recueil plaisant des plus beaux holorimes. L’Art de l’holorime dévoilé et mis à la lumière par les plus grands maîtres, tant morts que vifs, et illustré par "Des gars jurent des gageures...", roman par holorimes, Tours, chez l’auteur, 1986, 225 p. (BNF 41023741)
- Deux fois cinquante-deux quatrains pour répondeur téléphonique. Diffusés de novembre 1982 à janvier 1984 et d'octobre 1986 à décembre 1987, Tours, chez l’auteur, 1987, 36 p. (BNF 41023804)
- L’Année de la bulle, Paris, Éditions Robert Laffont, 1989, 278 p.  (ISBN 2-221-06447-X)
- La Dispersion des cendres, Paris, Éditions Robert Laffont, 1990, 164 p.  (ISBN 2-221-06933-1)
- Les Spongieux, Paris, Régine Deforges, 1992, 258 p.  (ISBN 2-905538-99-6)
- L’Ombre de Théophile, Paris, Éditions Belfond, 1994, 179 p.  (ISBN 2-7144-3203-4) - rééd. 2015
- Le Festin de l’anémone, Genève, Suisse, Éditions Le Comptoir, coll. « Le Comptoir des écrivains », 1996, 263 p.  (ISBN 2-88456-004-1)
- Petits échos du déluge, ill. de Franck Pasty, Nantes, chez O. Texier, S. Chantal, 1998, 2x 14 p. (BNF 40318771)
- Emma : Madame Bovary /, Courtaumont, France, Cymbalum pataphysicum, 1998, p. (BNF 37027620)
- Mille Emile, chez l’auteur, 1999 (BNF 40213771)
- Le potache est servi, Le Faouët, France, Liv'éditions, coll.« Liv'en poche », 2001, 220 p.  (ISBN 2-84497-016-8)
- Nouvelles impassibles. Chronique parcimonieuse des événements survenus entre avril et septembre 2008, dessins. de Quentin Faucompré, Talence, France, Éditions de l’Arbre vengeur, 2009, 198 p.  (ISBN 978-2-916141-43-5)  — hommage aux Nouvelles en trois lignes de Félix Fénéon
- Vers la poussière, Talence, France, Éditions de l’Arbre vengeur, 2010, 169 p.  (ISBN 978-2-916141-63-3)  — prix Loire Atlantique Fiction, décerné en 2011 par l'Académie littéraire de Bretagne et des Pays de la Loire - Prix des Rencontres à Lire de Dax (2011) - Traduction en russe par Valery Kislov : В прах, Saint-Pétersbourg, Éditions Ivan Limbach, 2016, 184 p. (ISBN 978-5-89059-259-0)
- Un divertissement, Mugron, France, Éditions Louise Bottu , 2013, 195 p.  (ISBN 979-10-92723-00-7)
- Mathusalem sur le fil, Talence, France, Éditions de l’Arbre vengeur, 2013, 156 p.  (ISBN 978-2-916141-97-8)
- La Chanson du mal-aimant - suivant Mai (traductions lipogrammatiques de Guillaume Apollinaire), Mugron, France, Éditions Louise Bottu, coll.« Contraintes », 2014, 45 p.  (ISBN 979-10-92723-04-5)
- Une grosse et le geste commercial, Talence, France, Éditions de l’Arbre vengeur, 2015, 141 p.  (ISBN 979-10-91504-32-4)
- [Préface] Charles Leroy, Le Colonel Ramollot, Talence, Éditions de l'Arbre vengeur, 2019, 166 p. - (ISBN 978-237941-005-5)
- Les Mains propres, Talence, France, Éditions de l'Arbre vengeur, 2021, 120 p.  (ISBN 978-2-37941-122-9) Traduction en russe  par Mariia Pshenichnikova, Чистые руки, Saint-Pétersbourg, Éditions Polyandria, 2023, 119 p.  (ISBN 978-5-6048275-8-1)
- Le Détachement, Bordeaux, France, Éditions de l'Arbre vengeur, 2024, 144 p.  (ISBN 978-2379413964)
- Lait d'autruche, Paris, France, Éditions Au Crayon qui tue, 2024, 56 p. (Dessins de Philippe Caillaud)
- Le Timbre à un franc, Nantes, France, Éditions L'œil ébloui (Collection Perec 53), 2025, 53 p. (ISBN 978-2-490364-46-6)